# 一次転写産物
一次転写産物（いちじてんしゃさんぶつ）とは、RNAポリメラーゼによって RNA に転写されただけの状態で、塩基の修飾やスプライシングといった加工を受けていないRNAのこと。
真正細菌と古細菌の mRNA 遺伝子では一次転写産物がそのまま翻訳され、しばしば転写され終わらないうちに翻訳が始まる。一方、tRNAやrRNAの場合は、一次転写産物は塩基の修飾や切断が行われたのちに機能する。
真核生物ではほとんどの一次転写産物は機能する前に何らかの加工を受ける。しかし、mRNA前駆体へのキャップ構造の付加は、転写開始直後、つまり転写終了前に行われると考えられている。したがって、何の加工も受けていない一次転写産物は、実際の生体内ではまれであると思われる。